# ヨナス・ロウヒ
ヨナス・ロウヒ（Jonas Rouhi, 2004年1月7日 - ）は、スウェーデン・ボートシルカ市出身のサッカー選手。セリエA・ユヴェントスFC所属。ポジションはDF。

## 経歴
スウェーデンのIFブロマポイカルナの下部組織出身で、2020年冬にユヴェントスFCへ移籍した。プリマヴェーラでは54試合7アシスト、Bチームであるユヴェントス Next Genでは公式戦30試合で2ゴール2アシストを記録している。
2024年8月9日、ユヴェントスと2028年までの契約を締結するとトップチームに昇格し、2024-25シーズン第2節、エラス・ヴェローナ戦でトップチーム初出場を果たした。